# Zabrus
Zabrus är ett släkte av skalbaggar som beskrevs av Joseph Philippe de Clairville 1806. Zabrus ingår i familjen jordlöpare.
Släktet innehåller bara arten Zabrus tenebrioides.

## Bildgalleri

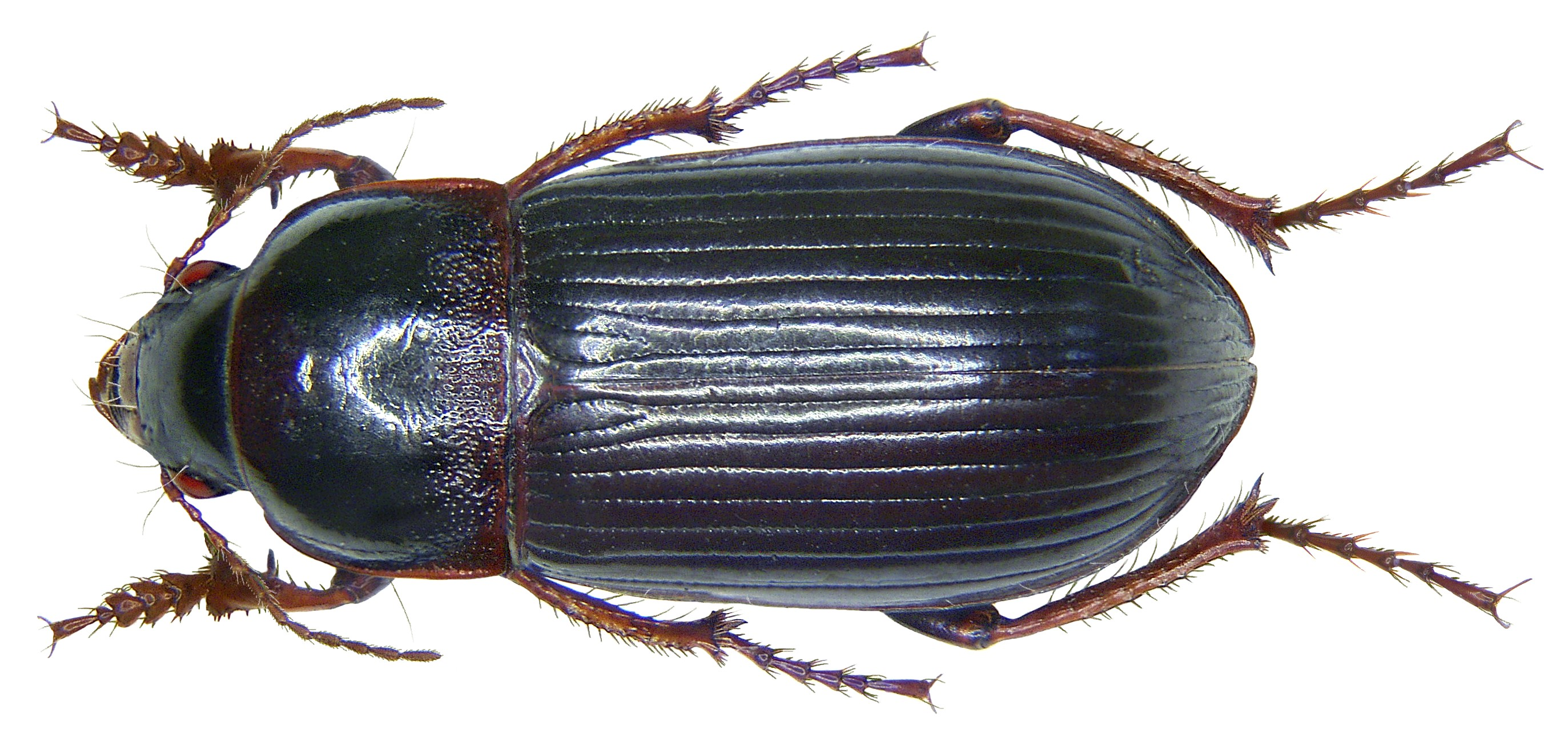